# Rhopalizus violaceipennis
Rhopalizus violaceipennis là một loài bọ cánh cứng trong họ Cerambycidae.